# Stéphane Mifsud

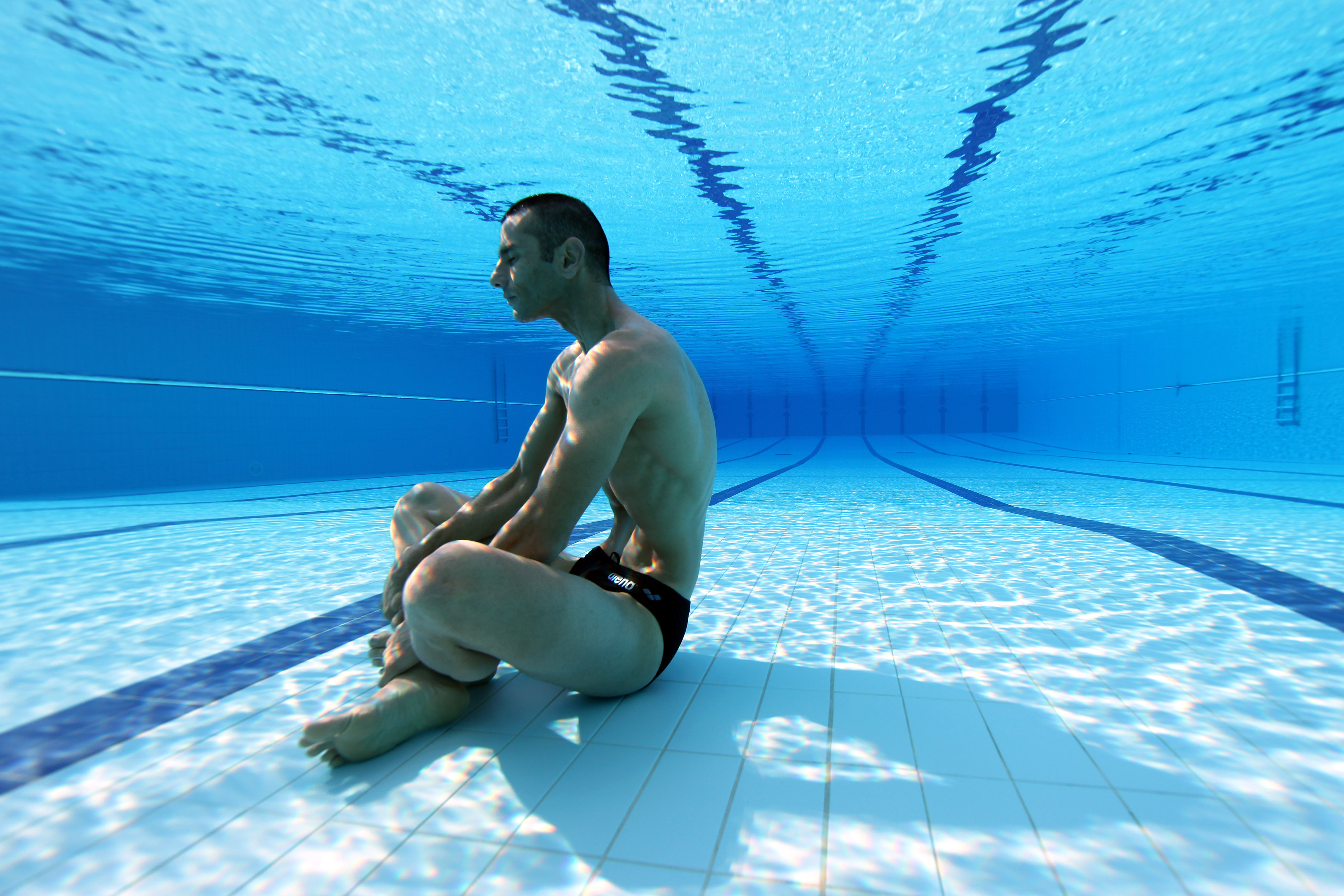
Stéphane Mifsud, 2009

Stéphane Mifsud (* 13. August 1971 in Istres, Département Bouches-du-Rhône) ist ein französischer Apnoetaucher. Er ist aktueller Weltrekordhalter in der Pooldisziplin Zeittauchen. Er wurde fünfmal Weltmeister im Tauchen und hält den aktuellen Weltrekord in Zeittauchen (11 Minuten 35 Sekunden). Seine Lungenkapazität beträgt 10,5 Liter und ist somit doppelt so groß wie die eines durchschnittlichen Menschen.

## Seine besten Ergebnisse
- Zeittauchen (Static Apnoe – STA) – 11 Minuten 35 Sekunden (Weltrekord am 8. Juni 2009)[2][3]
- Streckentauchen ohne Flossen (Dynamic Without Fins – DNF) – 131 Meter (März 2004)
- Streckentauchen mit Flossen (Dynamic With Fins – DYF) – 213 Meter (13. März 2006)